# Wał Bukowiecki

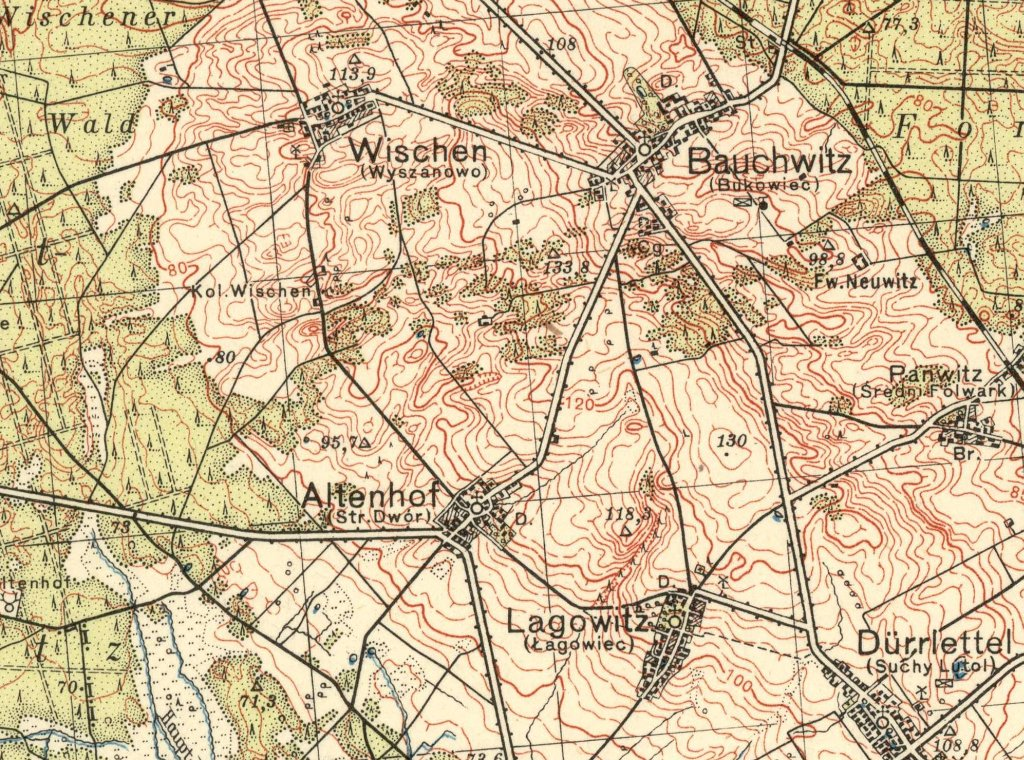
Mapa Bukowca i okolic z 1936 r.

Wał Bukowiecki – ciąg wzniesień morenowych w województwie lubuskim, w gminach Międzyrzecz i Trzciel o wysokości do 134 m n.p.m. Pasmo wzgórz ciągnie się południkowo pomiędzy miejscowościami Wyszanowo, Bukowiec, Stary Dwór, Łagowiec i Lutol Suchy, pokrywają je pola uprawne, kępy drzew i krzewów. Przy drogach obok Wyszanowa i Bukowca znajduje się kilka punktów widokowych. Wzgórza wznoszą się do 75 m ponad otaczające je doliny rzek Obry i Paklicy.
Jednostka morfologiczna została zbadana i opisana przez T. Bartkowskiego w 1964 r., który określił ją jako glacitektonicznie spiętrzone utwory miocenu, pliocenu i starszego plejstocenu, przykryte moreną denną zlodowacenia bałtyckiego.
W 1975 r. Leon Kozacki przeprowadzał tu badania zaburzeń glacitektonicznych.

## Historia
Wzgórza Wału Bukowieckiego zostały zasiedlone w XIII wieku, gdy wykarczowano porastającą je puszczę. Wsie Wyszanowo i Stary Dwór do 1834 roku stanowiły własność klasztoru cystersów w pobliskim Paradyżu. Po kasacie klasztoru przejęła je pruska domena państwowa. Łagowiec przejściowo był w posiadaniu Templariuszy, a od 1312 roku Joannitów, w XV w. przeszedł w ręce Bukowieckich z sąsiedniego Bukowca a następnie Szczanieckich i Żychlińskich. Bukowiec od początku swego istnienia stanowił dobro prywatne.
Na terenie Wału Bukowieckiego w przeszłości eksploatowano kruszywa i glinę.
Na wzgórzu o wysokości 130 m n.p.m. położonym ok. 1 km na północny wschód od Łagowca znajdowała się do 1991 r. rosyjska baza radarowa należąca do Północnej Grupy Wojsk sowieckich w Polsce.

## Bibliografia

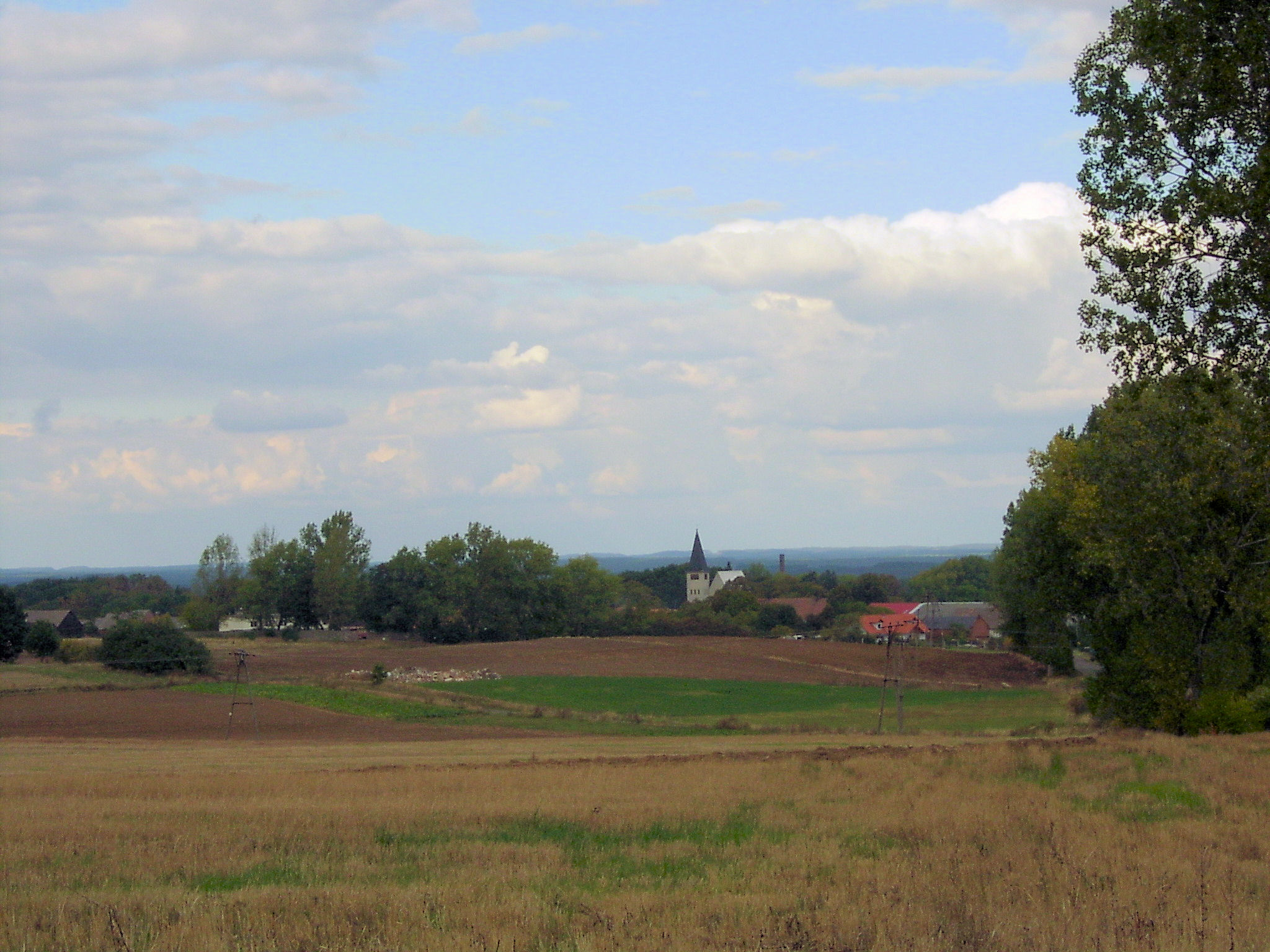
Widok Bukowca ze wzgórza przy drodze do Starego Dworu
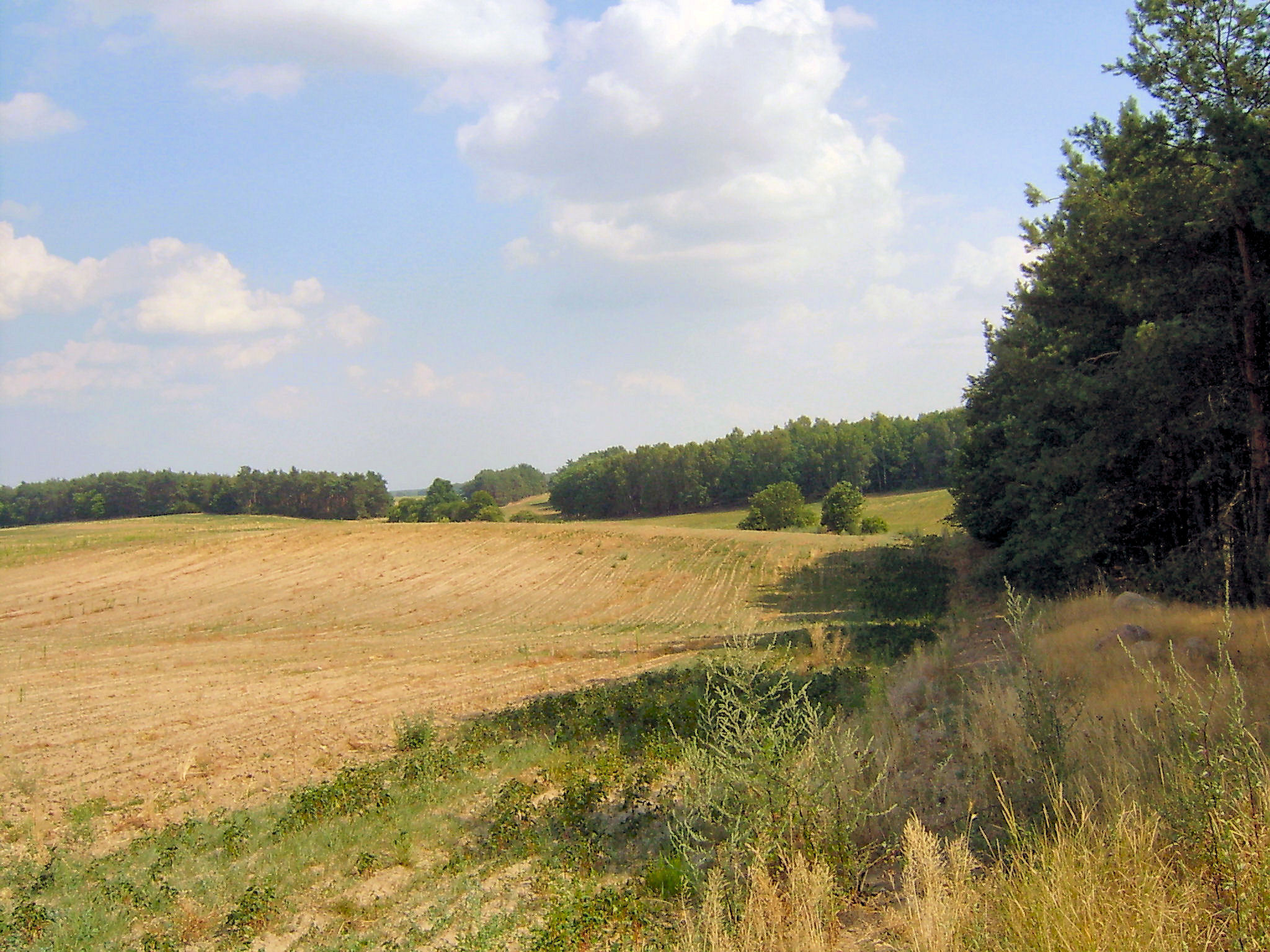
Poprzecinane dolinkami wzgórza w okolicy Bukowca